# Johann Georg Mesmer
Johann Georg Mesmer (auch Messmer; * 22. März 1715 in Wolfartsweiler; † 22. Oktober 1798 in Saulgau) war ein deutscher Kirchenmaler des Barock in Oberschwaben und in der Innerschweiz. Sein Sohn Josef Anton Mesmer war ebenfalls ein bekannter Kirchenmaler.

## Leben
Johann Georg Messmer wurde als Sohn von Andreas und Katharina Messmer geboren. Er wuchs mit seinen vier Geschwistern auf einem Bauernhof auf, der der Familie aber nicht gehörte. Im Alter von elf Jahren wurde das Dominikanerinnen-Kloster Sießen, das sich in der Nähe seines Wohnortes befand, unter der Leitung von Dominikus Zimmermann umgebaut.
Nach einer dortigen Mithilfe entschied sich Johann Georg Messmer, bei einem Maler in die Lehre zu gehen. In diese trat er 1732 bei – aus dem Bregenzerwald stammenden und in Saulgau ansässigen – Johann Kaspar Kohler ein. Hergestellt wurden hauptsächlich Altarblätter und Tafelbilder sowie gelegentlich Fresken. 1735 wechselte er zu Franz Joseph Spiegler, der seit 1727 in Riedlingen ansässig war. Im Winter arbeitete er in der Werkstatt, im Sommer an verschiedenen Arbeitsstätten des Meisters.
Am 23. Januar 1741 heiratete er Theresia Rueschin (* 3. Oktober 1717; † 4. Oktober 1808), deren Familie aus Konstanz stammte und nun in Saulgau lebte. Das Ehepaar hatte elf Kinder: Theodor (* 1741), Maria Ursula (* 1743), Johann Baptist (1745–1797), Joseph Anton (1747–1827), Willibald (* 1749), Walburga (* 1751), Wunibald (* 1752) und Johann Nepomuk (* 1760); drei dieser Kinder starben früh. Der Wohnsitz war bis 1756 Hohentengen, danach zog die Familie nach Saulgau. Das Bürgerrecht wurde ihnen dort gewährt, weil seine Frau Saulgauer Bürgertochter war und er keinem Zunftgenossen in der Stadt schädlich sei, da „er sein Brot draußen suche“. Die Gebühr für die Einbürgerung wurde in Anbetracht der vielen Kinder der Familie von 300 fl auf 260 fl ermäßigt.
Zwischen 1740 und 1765 war Johann Georg Messmer unter Spiegler in der Benediktinerabtei Zwiefalten als Faßmaler tätig. Sein Werk war beispielsweise die Vergoldung und Bemalung des dortigen Chorgitters. Nebenbei war er selbstständig als Maler tätig. In Zwiefalten lernte er Franz Georg Hermann kennen, der ihn einlud, bei einem Neubau in Schussenried mitzuarbeiten. Der dortige Abt beauftragte Hermann am 2. Juli 1755 mit der Ausmalung des Bibliothekssaales. Johann Georg Messmer, Franz Georg Hermann und dessen Sohn schufen 1756/57 das Deckenfresko binnen eines Jahres. Durch eine Weiterempfehlung des Abts Nikolaus Kloos folgten Arbeiten für das Prämonstratenserkloster Weißenau.

„Aus den meisten Bildern meines Großvaters ist ersichtlich, daß er die Werke seiner Meister Spiegler und des damals in Saulgau lebenden Malers Kohler zum Muster genommen. Er lebte sehr einfach, genügsam, unermüdlich thätig für die Erziehung seiner Kinder und für seine Kunst. Er starb in einem Alter von 84 Jahren.“

## Werke (Auswahl)
- Kloster Sießen in Bad Saulgau

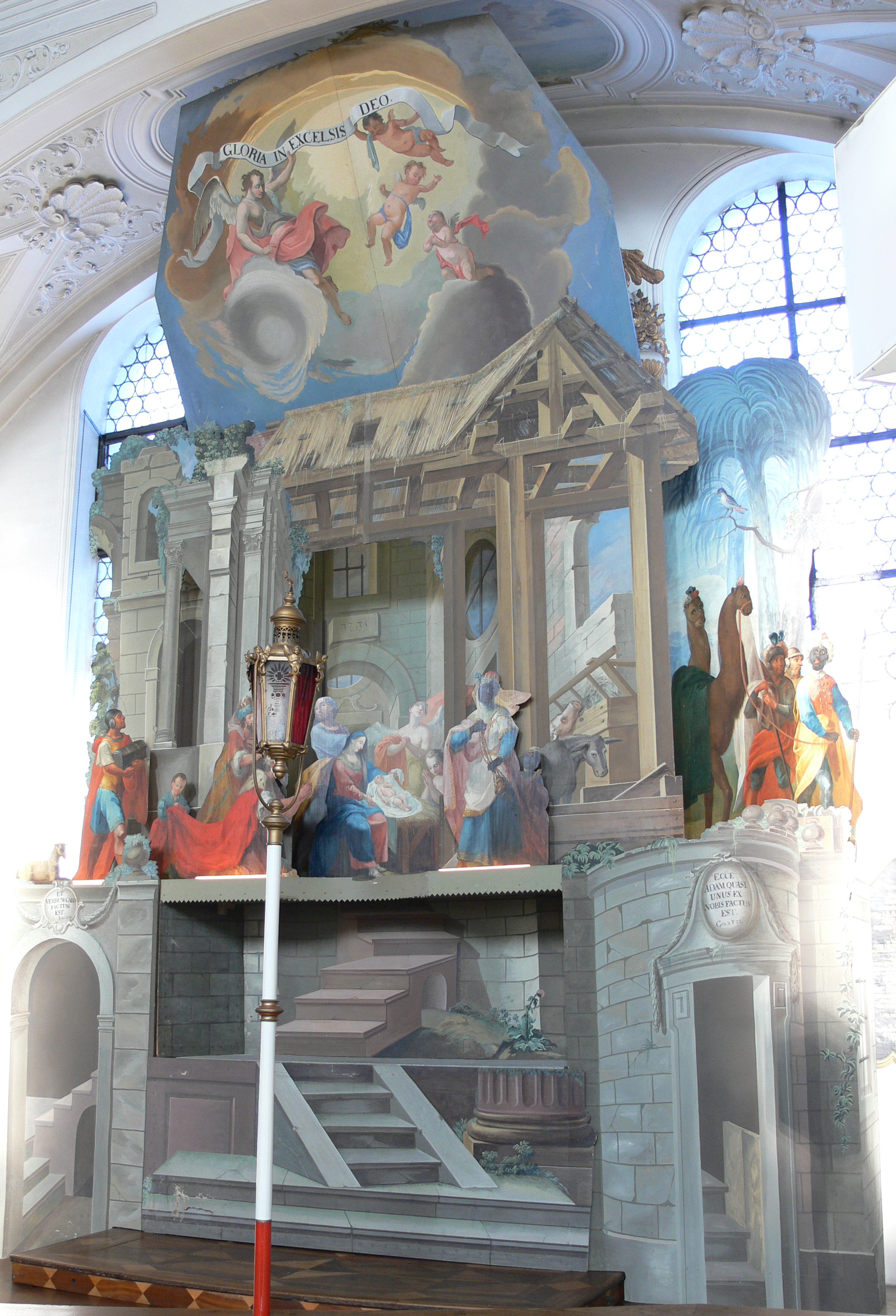
Kulissenkrippe Weißenau

- Pfarrkirche Grüningen, 1745 (Marienkrönung)
- Pfarrkirche Pfronstetten bei Zwiefalten, 1753 oder 1747 (drei Altäre)
- Pfarrkirche Wilsingen, 1753 (drei Altarblätter)
- Kloster Obermarchtal, 1756
- Pfarrkirche Friedingen bei Langenenslingen, 1761
- Kloster Weißenau, 1767 (Altarblätter „St. Michael“ & „St. Ursula“)
- Kloster Weißenau, 1768 (Altarblatt „St. Norbert“)
- Kirche Maria Immaculata in Unlingen bei Riedlingen, 1772
- Kulissenkrippe der alten Pfarrkirche St. Maria, Weingarten, 1774[1]
- Damenstift Buchau am Federsee, 1775 (Seitengalerien)
- Stiftskirche Bad Buchau, 1776
- Kulissenkrippe der Klosterkirche Weißenau, 1776[2]
- St. Jakobus (Feusisberg), Schweiz, 1782
- St. Verena (Wollerau), Schweiz, 1784, zusammen mit Sohn Josef Anton Mesmer (Das letzte Abendmahl, Decke)
- Pfarrkirche St. Ottmar in Grünenbach, 1790
- Kloster Schussenried (Deckenfresko „Mariä Verkündigung“)
- Dürnau am Federsee (Ölberg)
- Pfarrkirche Leipferdingen – hier war sein Sohn Johann Baptist Pfarrer –, 1795 (Kreuzwegstationen)